# Olios croseiceps
Olios croseiceps is een spinnensoort uit de familie van de jachtkrabspinnen (Sparassidae).
De wetenschappelijke naam van de soort werd in 1898 als Sparassus croseiceps gepubliceerd door Reginald Innes Pocock.